# Massimo Sbaragli
Massimo Sbaragli (Rimini, 16 maggio 1964) è un ex cestista italiano.

## Carriera
Ha disputato 10 stagioni in Serie A1 e 3 di Serie A2, vestendo in carriera le maglie di Napoli Basket, Virtus Bologna e Libertas Pallacanestro Livorno.